# Al compás de tu mentira
Al compás de tu mentira es una película en blanco y negro de Argentina dirigida por Héctor Canziani según el guion de Abel Santa Cruz sobre la obra La importancia de llamarse Ernesto  de Oscar Wilde que se estrenó el 22 de marzo de 1950 y que tuvo como protagonistas a Francisco Álvarez, Delfy de Ortega, Pedro Quartucci y Héctor Gagliardi.

## Sinopsis
Un heredero oculta que es autor de tangos.

## Reparto
- Francisco Álvarez
- Delfy de Ortega
- Pedro Quartucci
- Héctor Gagliardi
- Lalo Maura
- Anaclara Bell
- Ramón J. Garay
- Herminia Llorente
- Alfredo de Ángelis
- Jorge Casal
- Margarita Palacios
- Osmar Maderna
- Irma Roy
- Olga Vilmar
- Domingo Federico

## Comentarios
La revista Set opinó:

«Argumento deshilvanado y sin consistencia...sirve para la presentación de un grupo de intérpretes de correcta labor...certeros toques de comedia en medio de tambaleante argumento.»

Manrupe y Portela escriben:

«Comedia clase B.»